# Aleksandr Serebriakov
Aleksandr Serebriakov (Arzamas, 25 de septiembre de 1987) es un ciclista ruso. 

## Trayectoria
Debutó como profesional en 2007 en el equipo de categoría Continental (3.ª División) ruso Premier. Desde 2008 a 2011 defendió al equipo italiano amateur Sammarinese Gruppo Lipi, donde logró buenos resultados e incluso victorias en carreras profesionales como el segundo puesto en la Ruota d'Oro (2008) la victoria en el Piccolo Giro de Lombardía (2010), versión sub-23 de la clásica italiana, y la victoria de 2 etapas de los Cinco Anillos de Moscú (2011). En 2012 volvió al profesionalismo en el equipo de categoría Profesional Continental (2.ª División) del Team Type 1-Sanofi.
En octubre de 2012 fichó por el equipo vasco Euskaltel Euskadi, tras el nuevo proyecto del equipo de contratar ciclistas no nacidos en el País Vasco, Navarra o País Vasco francés (zona denominada Euskal Herria) o habían formado parte de las categorías inferiores de algún equipo de los territorios antes mencionados.
El 18 de marzo de 2013, en un control por sorpresa de la UCI, dio positivo por EPO cuando se encontraba entrenando en su domicilio. El conjunto Euskaltel Euskadi, con el que sólo había disputado seis carreras, le suspendió de empleo y sueldo.
Posteriormente se analizó otra muestra de Serebryakov del año anterior, con la aplicación de las nuevas técnicas de búsqueda de EPO de la Agencia Mundial Antidopaje confirmando otro positivo en una muestra recogida el 21 de febrero de 2012. FInalmente en diciembre de 2013 fue suspendido por cuatro años a contar a partir de abril de 2013.

## Palmarés
2010
- Piccolo Giro de Lombardía

2012
- 1 etapa del Tour de Corea
- TD Bank International Cycling Championship
- 2 etapas del Tour de China I
- 2 etapas del Tour de China II
- 3 etapas del Tour de Hainan
- 2 etapas del Tour del Lago Taihu